# ソカロ
座標: 北緯19度25分58秒 西経99度08分00秒 / 北緯19.43278度 西経99.13333度

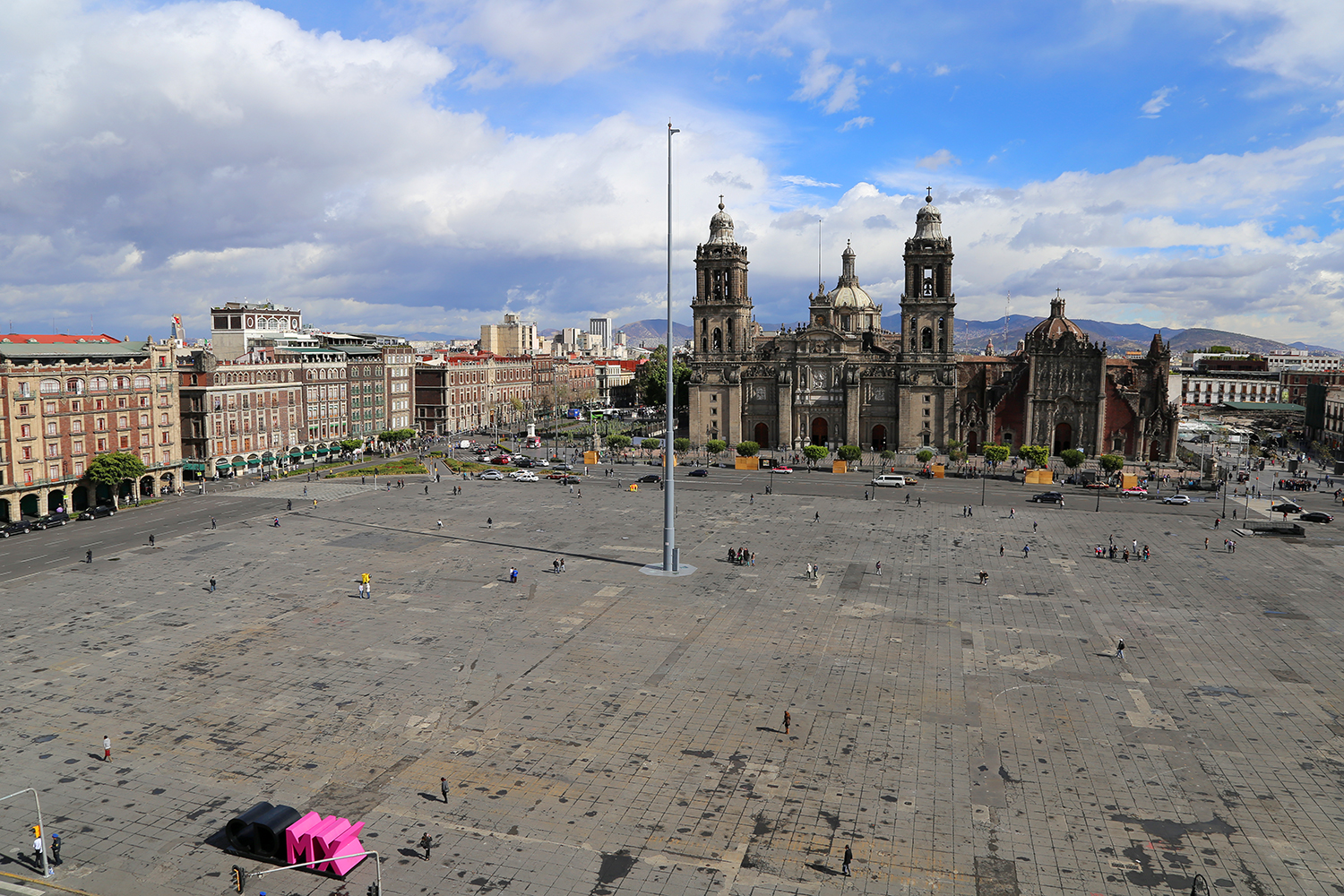
ソカロの眺望

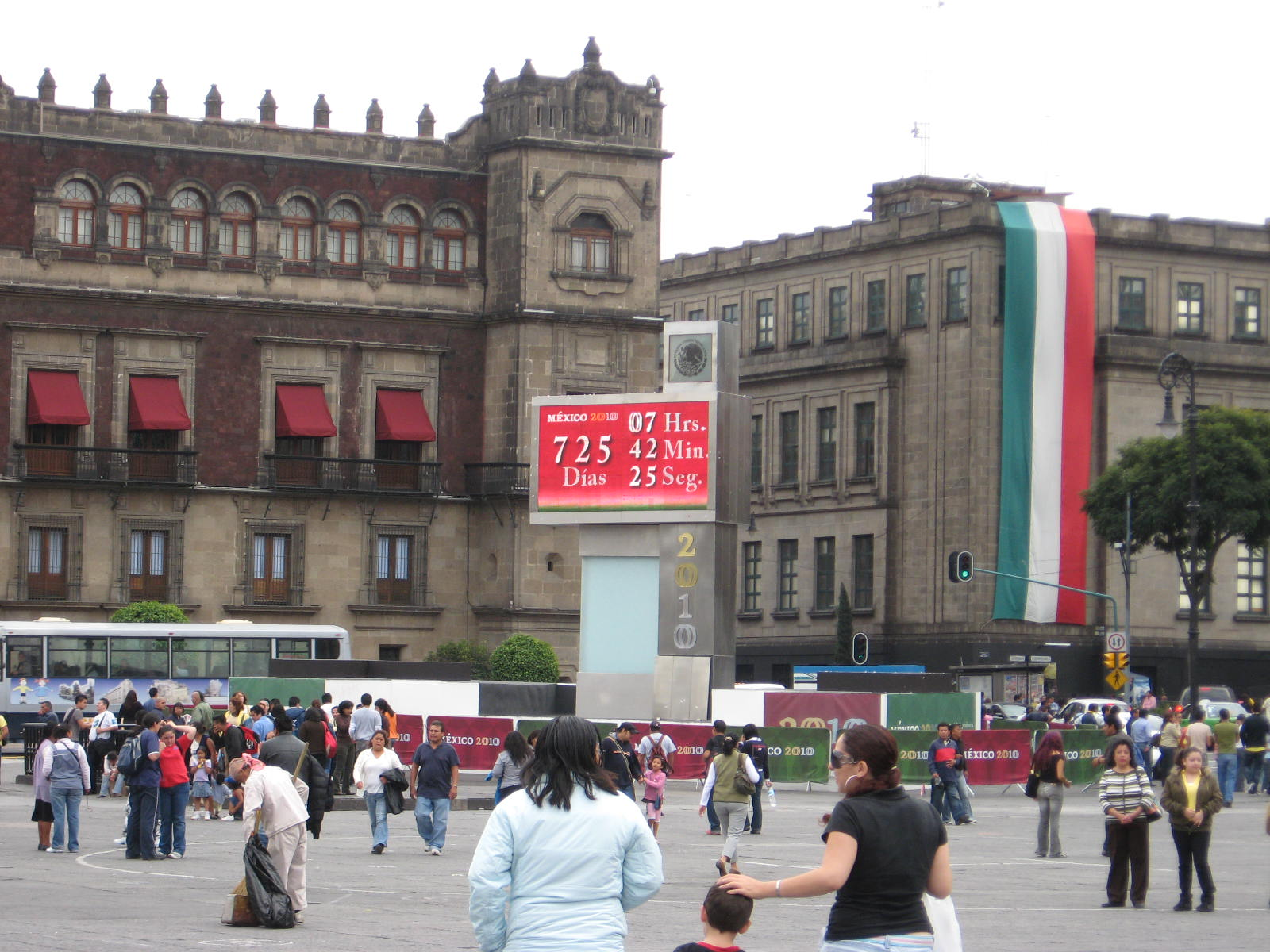
メキシコ独立200周年（2010年9月15日）へのカウントダウン時計。背景の建物は国立宮殿（2008年9月19日撮影）

ソカロ（Zócalo）またはソカロ広場は、メキシコシティ中心部の歴史地区にある中央広場の通称である。正式名称は憲法広場(Plaza de la Constitución)であるが、ほとんどの場合「ソカロ」と呼ばれる。
ソカロはアステカ時代から集会場として使われ、メシカの祭儀の場、副王たちの宣誓就任、王の布告、軍事パレード、独立祭典、現代の受難週や聖体の祝日といったキリスト教の祭典に使われてきた。海外首脳の歓迎にも用いられ、国家の祝祭と抗議運動の両方に使われる。ソカロとその周辺は700年近くにわたってメキシコシティの都市計画で中心的な位置を占めつづけてきた。アステカの伝説で世界の中心にあるとされるテンプロ・マヨールのすぐ南西に位置する。

## 概要
ソカロの面積は57,600平方メートル（240メートル平方）である。北にメトロポリタン大聖堂、東に国立宮殿、南に市庁舎、西にポルタル・デ・メルカデレス（旧商業地帯、今は2つのビルからなる）、北西端に国営質店 (Nacional Monte de Piedad) 、北東にテンプロ・マヨールがある。広場の中心には巨大なメキシコの国旗が掲げられ、毎日降納されて国立宮殿に運ばれる。北東隅にメキシコシティ地下鉄2号線のソカロ駅入口があるが、地上には何の標識も書かれていない。

## 名称
ソカロの正式名称は「憲法広場」であるが、ここでいう憲法というのはメキシコの憲法のことではなく、メキシコ独立前の1812年にスペインのカディスで制定されたカディス憲法のことである。
「ソカロ」とは台座を意味する。メキシコ独立を記念するモニュメントを広場に建設する計画があったが立ち消えになり、モニュメントの台座のみがしばらく置かれていたことからこの通称が発生した。台座ははるか昔に地中に埋められたが、名前のみが今も残る。他のメキシコの都市（すべてではない）、たとえばオアハカ、メリダ、グアダラハラなどでも中央広場のことを「ソカロ」と呼んでいる。

## 歴史

### スペイン人以前

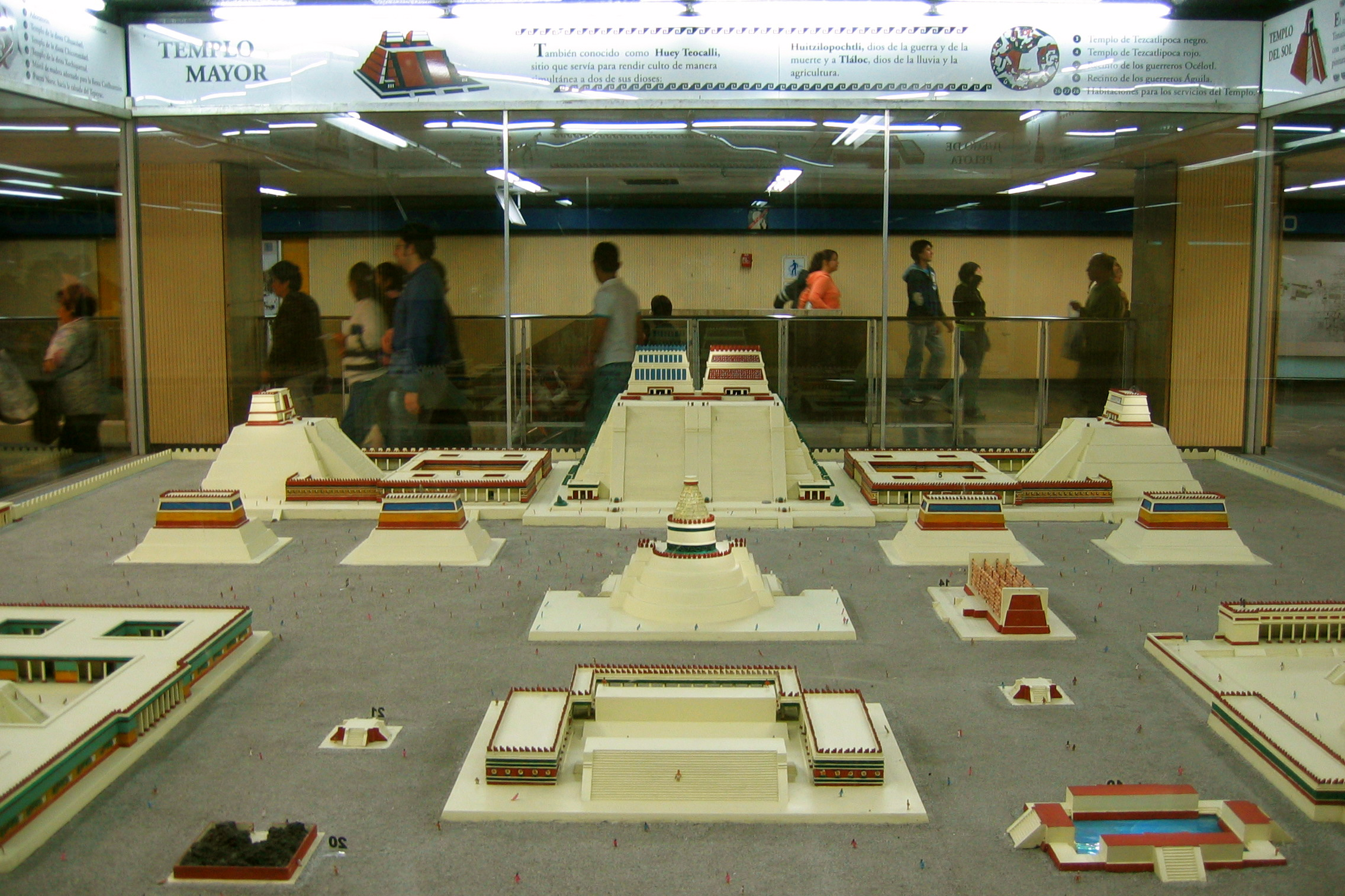
スペイン人の征服以前のテンプロ・マヨールとソカロの模型。地下鉄ソカロ駅構内にて

スペイン人の征服以前、ソカロはアステカの首都テノチティトランの中心部にある空き地だった。東には「新しい家」すなわちモクテスマ2世の宮殿（今の国立宮殿の場所）、西には「古い家」すなわちアシャヤカトルの宮殿があって、そこはモクテスマ2世の先代の皇帝で叔父にあたるアウィツォトルの住居でもあった。テノチティトランの中心はソカロの北から北東にあたる聖域であり、そこはまた世界の中心と考えられていた。
今のソカロは、テノチティトランから出る南北の道（テペヤック＝イスタパラパ）と東西の道（西はトラコパンに通じる）との交差点の南から南西にあたる。エルナン・コルテスによると、この道は一騎打ちの槍3本分の幅があった。この道によってテノチティトランは4つの地区に分かれていた。テンプロ・マヨールを含む聖域は交差点の北東にあり、一般人の通る空き地とは塀によって区切られていた。

### ヌエバ・エスパーニャ時代(1521-1821)
エルナン・コルテスはテノチティトランを破壊した後、町を再設計した。4つの地区の区分は温存したが、その中心部に大聖堂を建てた。その南にプラサ・マヨール（大広場）、北にプラサ・チカ（小広場）があったが、都市化が進んだ結果、後者は早い時期になくなってしまった。広場の東の元のモクテスマ2世の宮殿の跡はコルテスの宮殿になった。

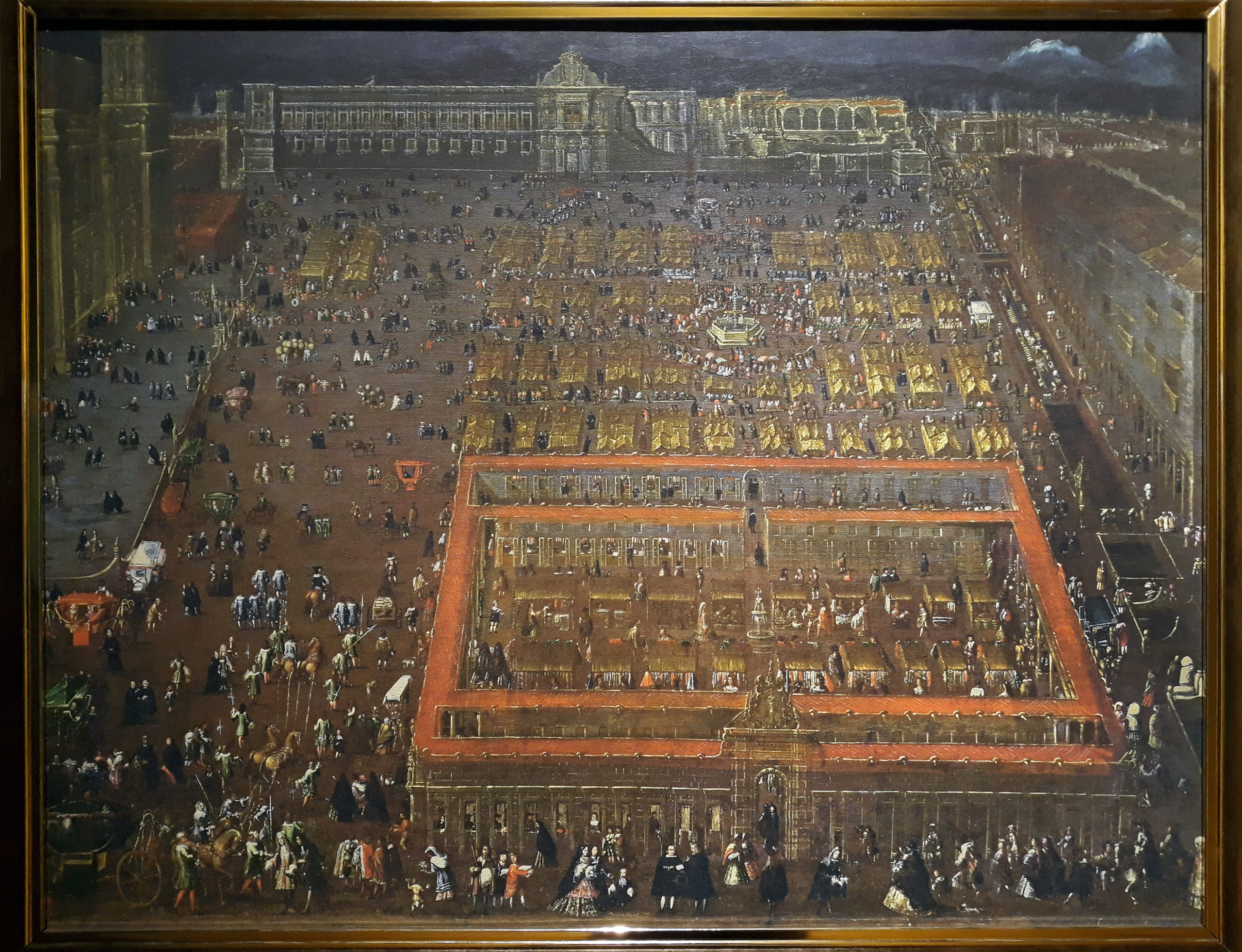
クリストバル・デ・ビジャルパンドによる大広場の絵（1695年ごろ）

広場は1629年に2メートルに達する洪水に襲われた。1692年に暴徒によって副王の宮殿が焼かれた後、広場の南西部にガレオン船貿易によってもたらされた品物を売るためのパリアンが1703年に作られた。しかし広場は仮小屋であふれ、歴史学者のフランシスコ・セダーノによると汚く見苦しい様子だった。舗装はでこぼこし、雨季には泥だらけになり、獰猛な野犬がおり、ゴミや汚物が堆積していた。
1789年12月のスペインのカルロス4世の布告によって広場が整備されたが、このときに太陽の石や女神コアトリクエの像が発見された。物売りは広場の南東に新しく建てられたメルカド・デル・ボラドール (es:Plaza del Volador) （今の最高裁判所の場所）に移された。広場の4隅に噴水が作られ、64のランプと124の石製のベンチが設置され、またマヌエル・トルサによるカルロス4世の騎馬像が広場に置かれた。メキシコ独立革命に対して1813年5月22日に副王フェリクス・カジェハらはカディス憲法とスペイン王室への忠誠を誓い、その結果、広場の名前が憲法広場に変えられた。

### 独立

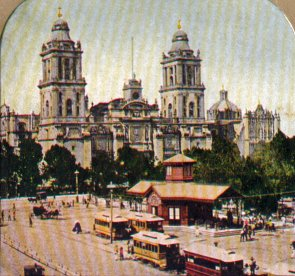
ソカロを走る路面電車（1900年）

メキシコの独立によってカルロス4世の像は広場から除かれた。像は今もメキシコ国立美術館の前に置かれているが、美術的価値のためにのみ保存されているという断り書きがついている。1828年12月4日から5日にかけて、パリアン市場は暴動によって略奪され、何人かの商人が死亡、市場の大部分は使えなくなった。1843年に大統領サンタ・アナがパリアンを取り壊し、広場には何もなくなった。サンタ・アナは独立記念のモニュメントを広場に建てようとしたが、計画は中断され、台座（ソカロ）のみが何十年もそこに放置されていたため、ソカロと呼ばれるようになった。1866年になって広場には散歩のための歩道や庭、噴水、ベンチ、ガス灯が作られた。1891年に歩道はアスファルト舗装され、ソカロには路面電車の駅ができた。19世紀後半に再びソカロは物売りの仮小屋であふれるようになった。

### 20世紀

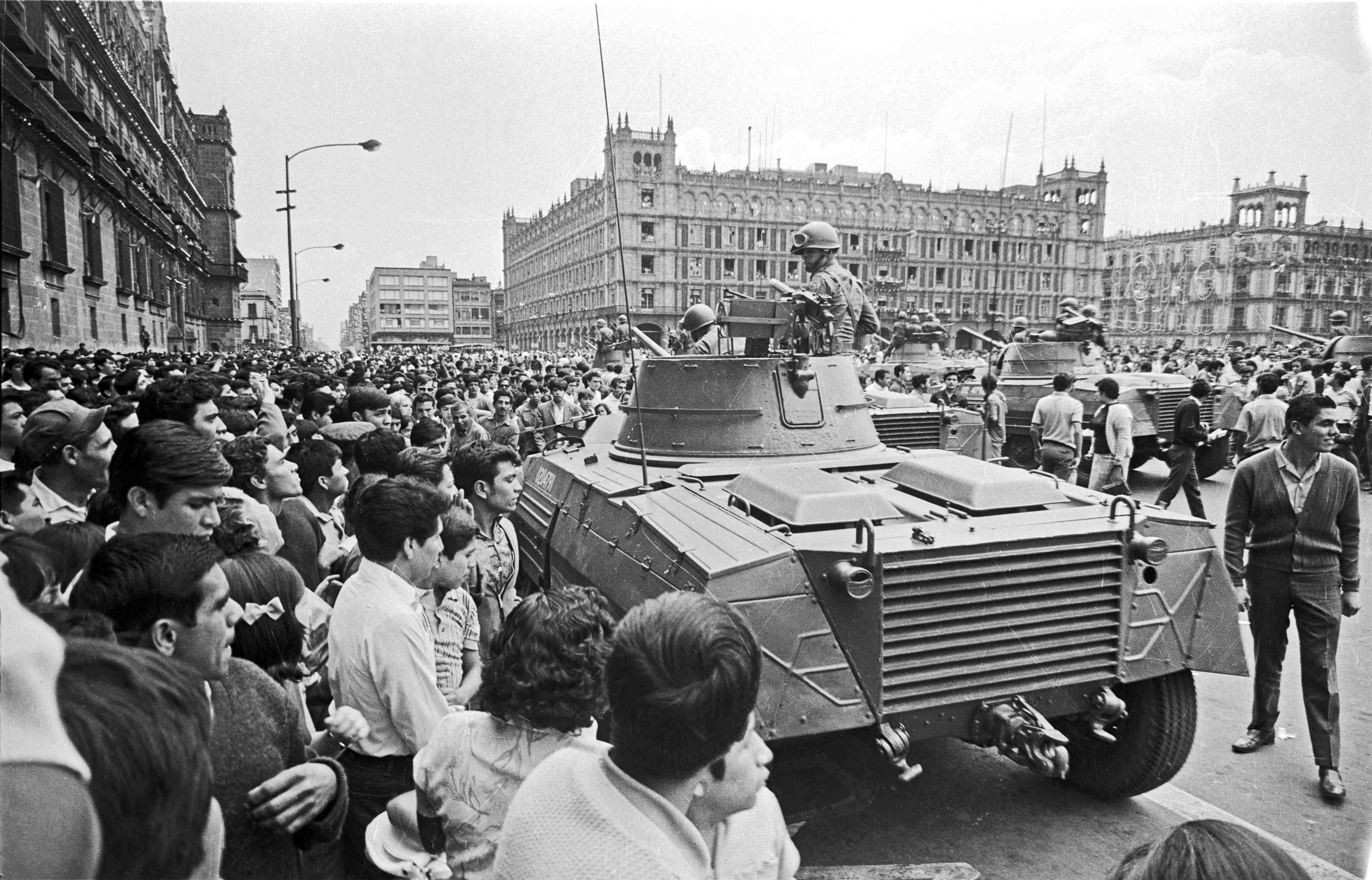
トラテロルコ事件の抗議者たちとメキシコ軍

1913年2月の悲劇の十日間では、国立宮殿が砲撃され、ソカロに被害が及んだ。
1968年のトラテロルコ事件では、グスターボ・ディアス・オルダス大統領の独裁に反対する学生たちがソカロで抗議行動を行った。ソカロはまた1968年メキシコシティーオリンピックのマラソンの出発地点でもあった。1970年代に広場は再び整備された。路面電車は除かれ、広場全体がセメントで舗装され、自動車の駐車は禁止、広場の形は一辺が200メートルの正方形に変えられた。1970年代後半にはピンクの玉石で再舗装され、木が植えられ、旗竿の周辺に草が植えられた。
20世紀末にはソカロおよびその周辺の歴史地区は荒廃していた。メキシコ市長クアウテモク・カルデナスはソカロ一帯の刷新を計画したが、強い反対にあい断念した。

### 21世紀
元市長マルセロ・エブラルドは歴史地区の整備運動を行った。議会が地方政府の予算を削減したために役人が街頭で集めた資金に大きく支援された。この運動は満足できる結果をもたらした。
映画『007 スペクター』の影響で、2016年以来死者の日のパレードが開催されている。

## 政治の中心地として

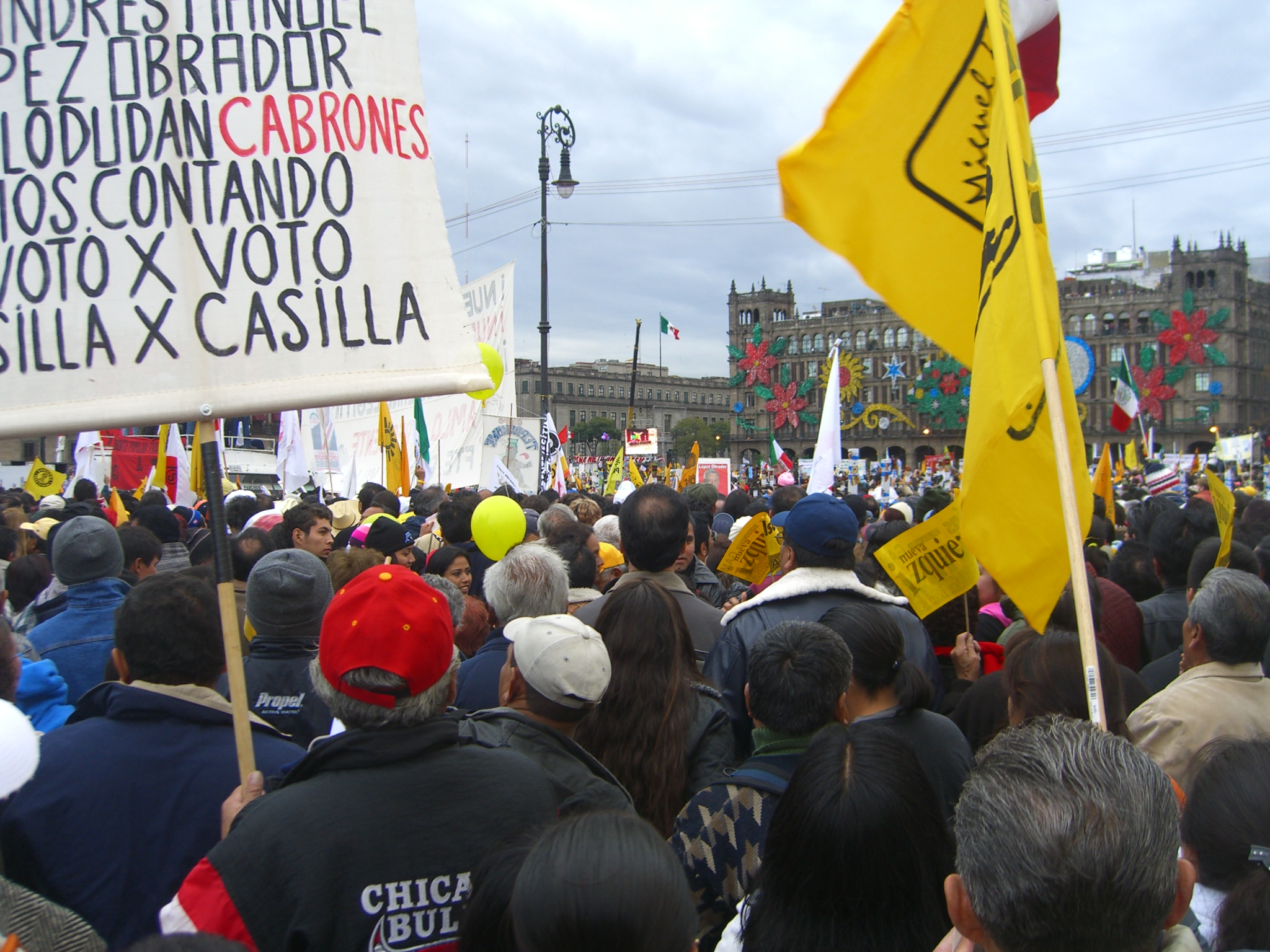
アンドレス・マヌエル・ロペス・オブラドールを支持する抗議運動（2006年）

ソカロはメキシコおよびメキシコシティの行政の中心であるため、抗議運動も盛んである。ソカロには10万人以上が集まることができ、政治的集会の場となる。1988年の大統領選挙でクアウテモク・カルデナスがカルロス・サリナス・デ・ゴルタリに敗れたとき、不正選挙と信じる何千人もの人々が集会を行った。2001年にはサパティスタ民族解放軍のマルコス副司令官の支持者たち（多くはチアパス州の先住民）が、より大きな政治的自治を求めてソカロまで行進した。2006年の大統領選挙の後、カルデナスの見本に従ってアンドレス・マヌエル・ロペス・オブラドールがソカロで主要な抗議を行い、またカルデロン大統領が国営エネルギー企業であるペメックスに対して個人や外国の投資を許そうとしていることに対して何千人もの参加者が抗議集会を行った。2008年8月30日には、犯罪と暴力に反対する平和的抗議がソカロ広場を一杯にした。
ソカロはまた定期的な政治的イベントの場でもある。9月15日の午後11時前にメキシコの大統領は国立宮殿の中央バルコニーに姿をあらわし、ドロレスの叫びを再演する。

## 芸術の会場として

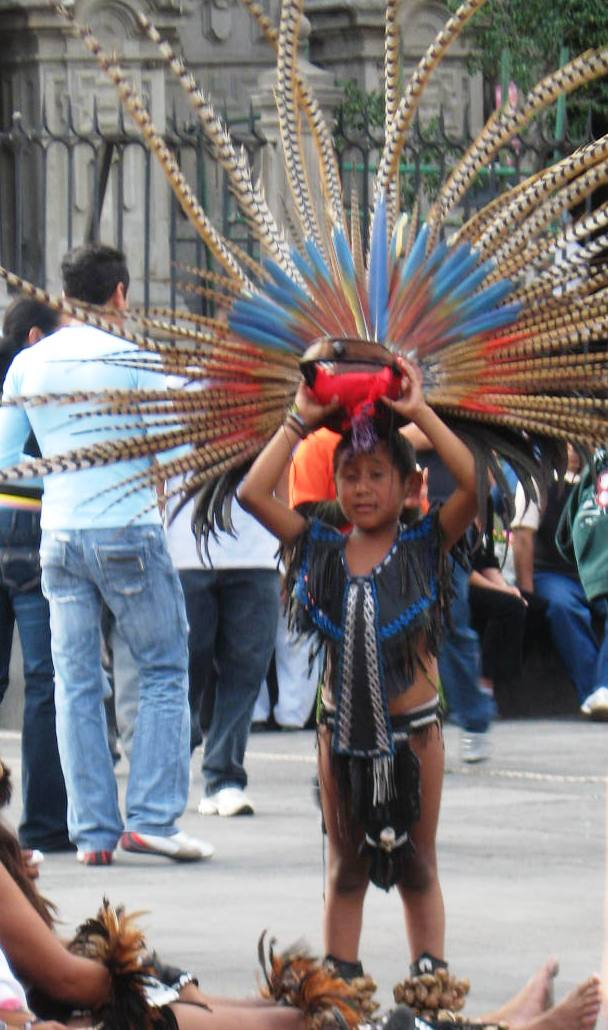
ソカロ近くで踊りの準備をしているところ

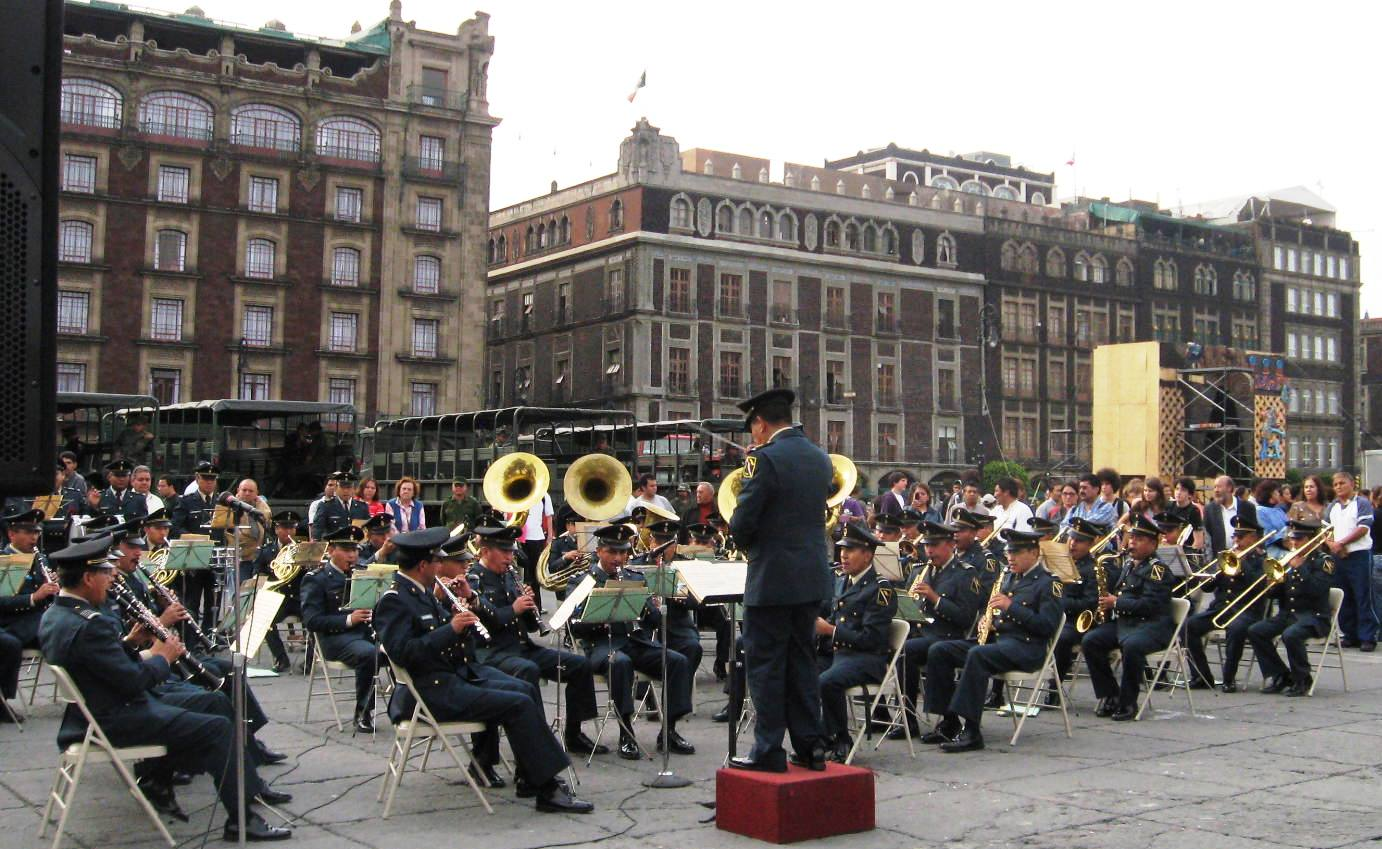
メキシコ軍楽隊による演奏

1982年以来、メキシコシティ中心部を再生しようとする努力が払われた結果、ソカロは数多くの芸術・文化イベントの場となった。毎日即興のアステカの踊りが、太鼓に合わせて羽根の頭飾りとアンクレットをつけたダンサーによって踊られる。より大規模なイベントとしては、スペンサー・チュニックの野外撮影があり、このために18000人近くのメキシコ人が全裸になり、今までのバルセロナの記録を抜いた。またグレゴリー・コルベールのAshes and Snowのためのノマディック美術館が作られた。不思議なイベントとしてはソカロの中心部に一時的に作られる約3200平方メートルのアイススケートリンクがあり、2007年冬にメキシコシティの住人のために無償で提供された。その後何度もくり返して冬に作られている。
フェスティバル・デ・メヒコ (es:Festival de México) はソカロ一帯で開かれる年に一度の芸術祭で、2008年の第24回フェスティバルには20か国から254の催し物が演じられた。
ソカロではしばしばパレードが行われ、ポップシンガーやバンドのコンサートも開催される。
2021年にはエルナン・コルテスの率いるスペイン人とトラスカラ人の連合軍によるテノチティトランの征服から500周年を記念して、ソカロ内にテンプロ・マヨールのレプリカが作られ、記念式典が行われた。